# Kelag

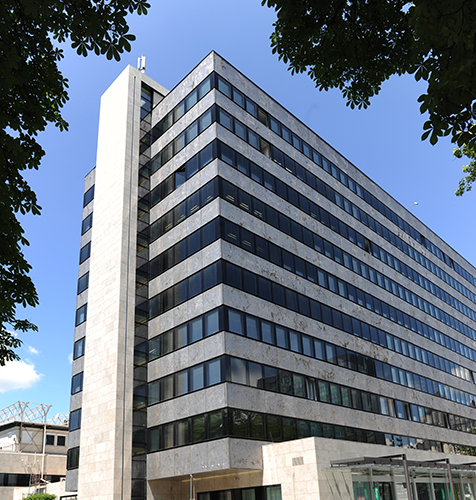
Kelag-Zentrale in Klagenfurt

Der Kelag-Konzern ist ein Energiedienstleister in Österreich, dessen Schwerpunkt der unternehmerischen Aktivitäten in Kärnten liegt. Die Konzernunternehmen sind in den Geschäftsfeldern Energie, Netz und Wärme tätig, weitere Geschäftsfelder sind regenerative Energieträger allgemein im In- und Ausland. Darüber hinaus beschäftigt sich der Kelag-Konzern mit E-Mobilität, Breitband und Glasfaser.

## Geschichte

### 1923–1947: Anfangsjahre
Am 28. Jänner 1923 wurde in Klagenfurt die Kärntner Wasserkraftwerke AG (KÄWAG) gegründet, die Rechtsvorgängerin der Kelag. Der KÄWAG wurden die Aufgaben übertragen, Spitzenstrom zu erzeugen und ein regionales Stromnetz in Kärnten zu errichten. Zur Spitzenstromerzeugung baute das Unternehmen das Pumpspeicherkraftwerk Forstsee, das ab Februar 1925 Strom ins Netz lieferte. Vom Kraftwerk Forstsee ausgehend wurden Überlandleitungen nach Klagenfurt, St. Veit und Villach errichtet und so die bestehenden lokalen Stromnetze zu einem überregionalen Netz zusammengeschlossen.
Nach dem Anschluss Österreichs erfolgte 1939 die Umbenennung von KÄWAG in Kärntner Elektrizitäts-Aktiengesellschaft (Kelag). In diesem Jahr hatte die Kelag 46 Mitarbeiter und versorgte über 18 Trafostationen in 68 Ortschaften mit 5,5 GWh Strom. Durch das Umspannwerk Lassendorf erhielt Kärnten 1940 einen Anschluss an das überregionale Verbundnetz. Während des Zweiten Weltkrieges kam es häufig zu Ausfällen und Störungen. Nach Kriegsende wurde die Kelag der öffentlichen Verwaltung mit einem kommissarischen Leiter übergeben.

### 1947–1995: Nach der Verstaatlichung
Mit Bescheid des Bundesministeriums für Vermögenssicherung und Wirtschaftsplanung wurde 1947 die öffentliche Verwaltung der Kelag aufgehoben. Zu diesem Zeitpunkt war die Kelag der zweitgrößte Energiebetreiber Kärntens, daneben gab es auch noch diverse andere. In den folgenden Jahrzehnten übernahm die Kelag viele kleinere Energieversorgungsunternehmen.
Mit dem Beschluss zweier Verstaatlichungsgesetze in den Jahren 1946 und 1947 wurde die Elektrizitätswirtschaft mit dem Gesetz zur Verstaatlichung der Elektrizitätswirtschaft neu geregelt; alle privaten Haushalte, die Landwirtschaft, das Gewerbe und die Industrie waren verpflichtend mit Strom zu versorgen. 1948 wurden als Folge der Verstaatlichungsgesetze die Elektrizitätswerke von Feldkirchen, Spittal, St. Veit, Villach und Wolfsberg mit der Kelag fusioniert, um die „neue Kelag“ als Landesgesellschaft zu gründen.
In den Jahren 1951 und 1952 wurde das Kraftwerk Kamering in Kamering, Gemeinde Paternion, errichtet. 1955 startete das Programm zur Restelektrifizierung „Strom in jedes Kärntner Dorf“, welches in den folgenden Jahren auch letzte abgelegene Orte in Kärnten elektrifizierte.
1957 eröffnete die Kelag ihre Lehrlingsschule in St. Veit/Glan, die Stand ihres 60. Jubiläums 2017 mehr als 1.500 Elektrotechniklehrlinge ausgebildet hat. Die Lehrlingsschule besteht neben Lehrsälen und Werkstätten auch aus einem angeschlossenen Internat mit Küche und Freizeiträumen. 1958 nahmen das Speicherkraftwerk Freibach und 1961 das Kraftwerk Schütt II an der Gail ihren Betrieb auf. Die Kraftwerksgruppe Fragant wurde in den Jahren 1962 bis 1986 errichtet. 1970 erfolgte die Einweihung der Firmenzentrale in Klagenfurt am Arnulfplatz.
Neben dem eigenen Kraftwerksbau erwarb die Kelag Strombezugsrechte an Kraftwerken anderer Gesellschaften. So übernahm die Kelag 1972 alle Anteile an der Kärntner Ferngas GmbH. 1987 begann die Kelag mit dem Bau des Speicherkraftwerkes Koralpe, das 1990 fertiggestellt wurde.

### Seit 1995: Ausbau der Fernwärme und Internationalisierung
Nach dem EU-Beitritt Österreichs 1995 und mit dem Elektrizitätswirtschafts- und Organisationsgesetz (ElWOG) wurde die österreichische Elektrizitätswirtschaft liberalisiert. Im Jahr 2000 wurde die 49-%-Beteiligung der Kelag an der ÖDK/Draukraft in eine 10-%-Beteiligung an der Verbund Hydro Power AG umgewandelt, als die Draukraft in die Hydro Power AG eingegliedert wurde. Ebenfalls im Jahr 2000 brachte das Land Kärnten seine Kelag-Anteile in die Kärntner Energieholding ein. 2001 wurden 49 % der Kärntner-Energieholding-Anteile an RWE (Rheinisch-Westfälisches Elektrizitätswerk AG) verkauft.
Parallel zur Marktliberalisierung weitete die Kelag ihre Aktivitäten in die Bereiche Wärme und Fernwärme aus. 1998 erwarb die Kelag die Wärmebetriebe Gesellschaft mbH (WBG), die seit 1972 besteht. 2007 folgte der Erwerb der Österreichische Fernwärmegesellschaft mbH, die am 1. Juli 2008 mit der Wärmebetriebe Gesellschaft mbH zur KELAG Wärme GmbH fusionierte.
Seit 2005 ist die neu gegründete KNG-Kärnten Netz GmbH ein Tochterunternehmen der Kelag und verantwortet den Netzbetrieb in Kärnten. Durch diesen Schritt wurden Erzeugung und Verteilung von Strom innerhalb der Kelag entflechtet. Zwischen 2006 und 2011 wurde die Kraftwerksgruppe Fragant mit dem Pumpspeicherkraftwerk Feldsee erweitert. Die Kraftwerksgruppe dient heute der Spitzenstromerzeugung. 2009 erfolgte eine Erweiterung mit einer Pumpe, die seit 2011 in Betrieb ist. Mit ihr verdoppelte sich die Jahreserzeugung des Pumpspeicherkraftwerks nahezu, auf rund 160 GWh Spitzenstrom.
Außerdem wurde 2009 die KI-KELAG International GmbH gegründet, um die internationalen Aktivitäten in den Bereichen Wasserkraft, Windkraft, Photovoltaik und Energiehandel in Südosteuropa zu bündeln und auszubauen. Hierdurch erweiterte die Kelag in den folgenden Jahren ihre Präsenz in Ländern wie Slowenien, Kroatien, Serbien, Montenegro, Italien und Spanien.

## Unternehmensstruktur

### Eigentümer
Stand Mai 2025 ist die Eigentümerstruktur der Kelag folgende:
- 51,07 % Kärntner Energieholding (diese wiederum ist zu 51 % im Besitz des Landes Kärnten und zu 49 % im Besitz der GBV Zweiunddreißigste Gesellschaft für Beteiligungsverwaltung mbH, einer 100-%-Tochtergesellschaft der RWE)
- 35,17 % Verbund AG
- 12,85 % GBV Zweiunddreißigste Gesellschaft für Beteiligungsverwaltung mbH (100-%-Tochter der RWE)
- 0,91 % Streubesitz, vorwiegend von Städten sowie Kelag-Mitarbeitern

### Konzernstruktur
Hauptsitz des Unternehmens und auch die Netzleitstelle, welche die Strom- und Erdgasversorgung steuert, befinden sich in Klagenfurt. Außerhalb von Österreich werden die Geschäfte der Kelag durch die Kelag International GmbH vertreten.
Stand Mai 2025 stellt sich die Konzernstruktur des Kelag-Konzerns folgend dar:
Unternehmen des Kelag-Konzerns:
- KNG-Kärnten Netz GmbH 100 %
- KELAG Energie & Wärme GmbH 100 %
- KI-KELAG International GmbH 100 %
  - Interenergo d.o.o. 100 % (Tochter der KI-KELAG)
- Kärntner Restmüllverwertungs GmbH 74,9 %
- Windpark Nikitsch GmbH 63 %

Wesentliche Beteiligungen
- Verbund Hydro Power GmbH 10,02 %

### Tochtergesellschaften
Die KNG-Kärnten Netz GmbH nimmt den Verteilernetzbetrieb für Strom und Erdgas in Kärnten wahr. Das Tochterunternehmen KELAG Energie & Wärme GmbH ist der größte österreichweit tätige Anbieter von Wärme auf Basis von Biomasse und industrieller Abwärme und zudem Lieferant für Großkunden im Strom- und Gasbereich. Internationale Aktivitäten in Geschäftsfeldern wie Wasserkraft, Windkraft und Photovoltaik sowie der Energiehandel im Ausland sind in der KI-KELAG International GmbH gebündelt. Diese arbeitet beispielsweise an Auslandsstandorten am Ausbau der erneuerbaren Energien, etwa durch Windkraftanlagen.

### Daten und Fakten
Der Stromabsatz des Unternehmens lag im Jahr 2024 bei 12.106 Millionen kWh, der Gasabsatz bei 1.300 Millionen kWh und der Wärmeabsatz bei 1.834 Millionen kWh.

### Vorstand
Die Geschäfte des Kelag-Konzerns führen seit Mai 2023 Reinhard Draxler und Danny Güthlein.

### Kennzahlen Geschäftsjahr 2024
Die Umsatzerlöse betrugen 2.767,4 Mio. Euro, das operative Ergebnis 531,4 Mio. Euro und das Konzernergebnis 437,8 Mio. Euro.

## Energie

### Wasserkraft
Stand April 2025 betreibt Kelag 82 Lauf- und 11 Speicherkraftwerke, die über eine Leistung von rund 760 Megawatt verfügen und jährlich rund 1.442 Gigawattstunden Strom erzeugen. Die größten konzerneigenen Erzeugungsanlagen befinden sich in der Kraftwerksgruppe Fragant in Oberkärnten; diese Anlagen erzeugten Stand 2022 rund 840 Gigawattstunden Strom im Jahr.
Zudem ist die Tochtergesellschaft KI-KELAG International GmbH außerhalb Österreichs tätig, vor allem in Südosteuropa. So werden unter anderem Wasserkraftwerke in Bosnien und Herzegowina, im Kosovo und in Spanien betrieben.

### Windkraft
Die Kelag betreibt seit 2014 gemeinsam mit Burgenland Energie den Windpark Nikitsch im Burgenland mit elf Windkraftanlagen, wobei Stand 2025 ein weiterer Ausbau des Windparks auf über 30 Windräder geplant ist. 2023 eröffnete die Kelag auf der Steinberger Alpe den ersten Windpark Kärntens, der acht Windräder umfasst.
Daneben betreibt die Kelag insgesamt fünf Windparks außerhalb Österreichs: der Windpark Baltschik in Bulgarien (seit 2011), der Windpark Mihai Viteazu im rumänischen Kreis Constanța (seit 2011), der Windpark Dudesti im rumänischen Kreis Brăila (seit 2012), der Windpark Pogoanele im rumänischen Kreis Buzău (seit 2013) sowie der Windpark Jasenice in der kroatischen Gemeinde Jasenice (seit 2019).

### Photovoltaik
Die Kelag betreibt verschiedene Freiflächen-Photovoltaikanlagen, darunter bei Bleiberg und in der Klagenfurter Kirchengasse. Das Unternehmen plant und verkauft Photovoltaikanlagen für Privathaushalte und schließt außerdem Einspeiseverträge ab.

## Wärme
Neben der KELAG Energie & Wärme GmbH und ihren Beteiligungen ist die Kärntner Restmüllverwertungs GmbH im Geschäftsfeld Wärme gebündelt. Stand 2025 betreibt die KELAG Energie & Wärme GmbH 84 Fernwärmenetze sowie rund 900 Heizzentralen.

## Netz
Die KNG-Kärnten Netz GmbH stellt das Verteilernetz für Strom und Erdgas in Kärnten. Ausgenommen vom regionalen Stromnetzbetrieb sind der Raum Klagenfurt sowie ein kleines, privates Netzgebiet in Kötschach-Mauthen.